# Eduard Holzapfel

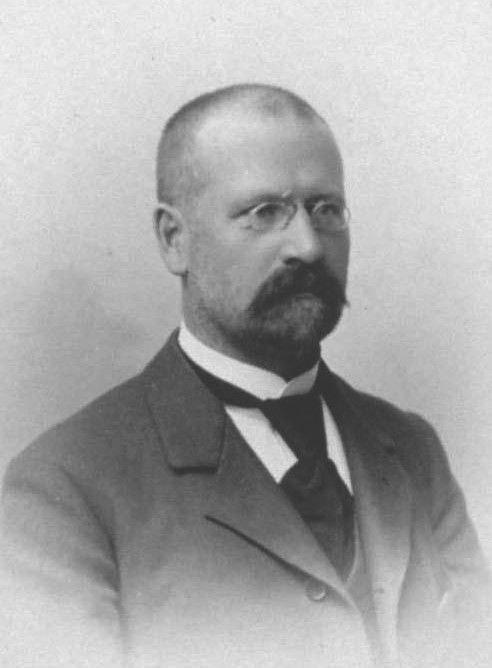
Eduard Holzapfel, 1907

Eduard Holzapfel (* 18. Oktober 1853 in Steinheim; † 11. Juni 1913 in Straßburg) war ein deutscher Geologe und Paläontologe. 

## Leben
Holzapfel war der Sohn eines Kreisrichters und studierte nach dem Abitur in Paderborn an der Universität Marburg bei Wilhelm Dunker und Adolf von Koenen, wo er 1878 auch über die Zechstein-Formation am Ostrand des Rheinischen Schiefergebirges promovierte. Er war dann Lehrer am Realgymnasium in Düren, befasste sich aber weiter mit Geologie in der nahen Eifel und der Umgebung von Aachen und veröffentlichte 1882 Die Goniatitenkalke von Adorf in Waldeck. 1882 wurde er Assistent von Hugo Laspeyres an der TH Aachen und nach der Habilitation 1882 Privatdozent für Geologie und Paläontologie. 1885 erhielt Holzapfel den Professorentitel und wurde 1894 ordentlicher Professor für Geologie. 1907 wechselte er als Professor nach Straßburg als Nachfolger von Ernst Wilhelm Benecke. Nachdem er seine Frau bei einem Unglücksfall verlor ließen seine Kräfte nach, er erkrankte nach einer Exkursion 1912 schwer und starb an Gehirn-Tuberkulose.
Er war mit Leidenschaft als Reservist aktiv und brachte es bis zum Hauptmann.

## Werk
Als Paläontologe befasste sich Holzapfel vor allem mit Cephalopoden (Ammoniten)  des Devon, Karbon und der Kreide und anderen Mollusken (wie Brachiopoden). Er legte in seiner Arbeit von 1882 über die Goniatitenkalke von Adorf die Grenze von Mittel- zu Oberdevon fest und veröffentlichte Tafelwerke der Mollusken in der Kreide der Umgebung von Aachen. Außerdem kartierte er für die Preußische Geologische Landesanstalt die Geologischen Karten 1:25000 von Aachen (1911), Herzogenrath (1910), Stolberg (1910), Lendersdorf, Eschweiler (1910), Nastätten, St. Goarshausen, Kaub und Düren (1910), besonders im Rheintal zwischen Kaub und Lahnstein und im unteren Lahngebiet. Zuletzt untersuchte er vor allem die Gegend von Aachen und die Ausdehnung der deutschen Steinkohlevorkommen in diese Gegend, wobei er auch mit belgischen Geologen zusammenarbeitete (Zusammenkunft 1891 in Iserlohn und Düsseldorf, Veröffentlichung in den Ann. Soc. Geolog. Belgique 1902). Im Aachener Gebiet entdeckte er neue Braunkohlevorkommen aus dem Pliozän.
1897 nahm er am Internationalen Geologenkongress in Sankt Petersburg teil und die dort geknüpften Verbindungen zu Feodossi Nikolajewitsch Tschernyschow führten 1899 zu einer Abhandlung über die Cephalopoden des Oberdevon im Petschora-Gebiet (Timan-Rücken).

## Schriften
- Die Goniatitenkalke von Adorf in Waldeck. In: Palaeontographica, Bd. 28, 1882
- Beitrag zur Kenntnis der Brachiopodenfauna des rheinischen Stringocephalenkalkes. In: Jahrbuch der Preußischen Geologischen Landesanstalt, Bd. 29, II, 1899
- Die Mollusken der Aachener Kreide. In: Palaeontographica, Bd. 34 und 35, 1888/89.
- Die Cephalopoden-führenden Kalke des Unteren Carbon von Erdbach-Breitscheid bei Herborn. Fischer, Jena 1889 (Paläontologische Abhandlungen, Neue Folge; 1,1=5,1).
- Das Rheintal von Bingerbrück bis Lahnstein. Schropp'sche Hof- und Landkartenhandlung, Berlin 1893 (Abhandlungen der Preuß. Geolog. Landesanstalt, Neue Folge; 15).
- mit E. Kayser: Über die stratigraphischen Beziehungen der böhmischen Stufen F, G, H Barrande's zum rheinischen Devon. In: Jahrbuch Geologische Reichsanstalt Wien, Bd. 44, 1894, S. 479–517.
- mit Louis Beushausen: Das Obere Mitteldevon: Schichten Mit Stringocephalus Burtini Und Maeneceras Terebratum Im Rheinischen Gebirge. Schropp, Berlin 1895 (Abhandlungen der Preußischen Geologischen Landesanstalt. Atlas zu den Abhandlungen der Königlich-Preußischen Geologischen Landesanstalt; N.F., 16).
- mit Wilhelm Wunstorf, Gotthard Fliegel: Der Bergbau auf der linken Seite des Niederrheins; Festschrift. zum XI. Allgemeinen deutschen Bergmannstage in Aachen. Verlag der königlichen Geologischen Landesanstalt, Berlin 1910 (Abhandlungen der Preußischen Geologischen Landesanstalt; N.F.,66).
  - Bd. 1: Die Geologie des Nordabfalles der Eifel und des Niederrheinischen Tieflandes
  - Bd. 2: Der Bergbau auf der linken Seite des Niederrheins
- Die Cephalopoden des Domanik im südlichen Timan, Mémoires du Comité géologique, St. Petersburg XII, Nr. 3, 1899 (russisch und deutsch)
- Beobachtungen im Diluvium von Aachen, Jahrbuch der Königlich Preuß. Geolog. Landesanstalt für 1903, 1904
- Die Faciesverhältnisse des rheinischen Devon, in: Festschrift Adolf v. Koenen, Jahrbuch für Mineralogie etc., Schweizerbart 1907